# Amaní Óros
Amaní Óros är ett berg i Grekland.   Det ligger i prefekturen Chios och regionen Nordegeiska öarna, i den östra delen av landet, 200 km öster om huvudstaden Aten. Toppen på Amaní Óros är 793 meter över havet, eller 119 meter över den omgivande terrängen. Bredden vid basen är 2,1 km. Amaní Óros ligger på ön Chios.
Terrängen runt Amaní Óros är kuperad. Havet är nära Amaní Óros åt nordväst. Närmaste större samhälle är Mármaro, 18,2 km öster om Amaní Óros. 